# (10927) Vaucluse
(10927) Vaucluse ist ein Asteroid des Hauptgürtels, der am 29. Januar 1998 vom französischen Astronomen René Roy an der Sternwarte in Blauvac (IAU-Code 627) im französischen Département Vaucluse entdeckt wurde. Erste Sichtungen des Asteroiden hatte es bereits im Januar 1981 unter der vorläufigen Bezeichnung 1981 AV3 am Kiso-Observatorium gegeben.
(10927) Vaucluse wurde am 23. November 1999 nach dem gleichnamigen Département in der Region Provence-Alpes-Côte d’Azur benannt.